# El Guadalete (periódico)
El Guadalete fue un periódico español publicado en la ciudad de Jerez de la Frontera entre 1852 y 1936. A lo largo de su existencia se consolidaría como uno de los principales periódicos de la provincia de Cádiz, hasta su desaparición poco antes del inicio de la Guerra Civil.

## Historia
Fundado en 1852 por Juan Piñero y José Bueno, su primer número apareció el 6 de junio de 1852. Nacido originalmente como una publicación bisemanal, en 1853 pasaría a editarse con carácter trisemanal y desde 1854 se editó diariamente. Diario de ideología monárquica y conservadora —aunque de línea independiente—, durante el período de la Restauración llegó a ser cercano al Partido Conservador, pero también cubrió las expectativas del Partido Liberal. A lo largo de su historia llegó a tener una dilatada trayectoria, y fue uno de los diarios más destacados de la provincia de Cádiz.
Tras la proclamación de la Segunda República, el diario mantuvo su postura monárquica y no tardó en mostrarse hostil al nuevo régimen. En la primavera de 1936 sus instalaciones fueron incendiadas, al igual que ocurrió con las talleres del carlista Diario de Jerez. Acabaría desapareciendo ese año, después de 84 años de existencia, víctima de problemas económicos. Su último número salió el 15 de abril de 1936, habiendo publicado para entonces 26314 números. A su desaparición, El Guadalete será sustituido por el nuevo diario conservador de Jerez, Ayer.